# Professor Luizinho
Luiz Carlos da Silva GOMM (Cândido Mota, 18 de abril de 1955), mais conhecido como Professor Luizinho, é um professor, matemático e político brasileiro filiado ao Partido dos Trabalhadores (PT). Foi deputado federal por São Paulo, deputado estadual pelo mesmo estado e vereador de Santo André.

## Biografia
É formado em matemática pela Faculdade de Ciências e Letras (atual União das Instituições Educacionais de São Paulo) de Ribeirão Pires (1974–1976), motivo pelo qual assumiu seu nome sindical na Central Única dos Trabalhadores (CUT) de Professor Luizinho.
Professor Luizinho foi um dos fundadores do PT em 1980. Foi também integrante da Comissão Executiva Estadual do PT (1992–1993), líder do partido na Assembleia Legislativa de São Paulo (ALESP; 1992–1993), primeiro-secretário da ALESP (1995–1997), vice-líder no Congresso Nacional (1999–2003), vice-líder do governo no Congresso Nacional (2003–2004) e líder do governo no Congresso Nacional, desde então.
Sua atividade política, sempre pelo PT, iniciou-se quando tornou-se vereador por Santo André (1989–1991) e prosseguiu, sendo ele deputado estadual por São Paulo (1991–1995 e 1995–1999) e deputado federal (1999–2003), reeleito para o período 2003–2007.
Em 2005, foi admitido pelo presidente Luiz Inácio Lula da Silva à Ordem do Mérito Militar no grau de Grande-Oficial especial.
Nas eleições estaduais de 2006, não conseguiu se reeleger deputado. Nas eleições municipais de 2008 em Santo André, não conseguiu se eleger vereador.

## Controvérsias
O Professor Luizinho teve seu nome envolvido no escândalo de corrupção conhecido como escândalo do mensalão. Ele foi suspeito de ter recebido dinheiro proveniente do esquema montado pelo partido e pelo empresário Marcos Valério. Foi submetido à investigação pelo conselho de ética e decoro parlamentar da câmara dos deputados.
Argumentava em sua defesa o fato de que, mesmo se existisse um suposto esquema de compra de votos (o "Mensalão"), por ser ele o líder do governo na Câmara dos Deputados, não haveria sentido em lhe serem oferecidos valores em dinheiro pois era sua obrigação votar a favor do governo em qualquer circunstância. Foi absolvido das acusações pelo plenário da Câmara.
Em setembro de 2004, quando começaram a aparecer as primeiras notícias sobre uma suposta compra de deputados do congresso nacional, o Jornal do Brasil publicou algumas matérias sobre o fato. Luizinho, na época mostrou-se indignado e protestou contra o jornal, dizendo que as notícias eram falsas. Ele  tornou pública a seguinte nota criticando o jornal:
A reportagem "Miro denuncia propina no Congresso", publicada na edição de hoje do Jornal do Brasil, é falsa. Falsa e lamentável, por não honrar a tradição do veículo que a publicou. Lamentável por levar aos leitores do Jornal do Brasil, do JB On Line e de outros veículos - pois foi reproduzida em sites, blogs e rádios país afora - uma informação tão longe da verdade. Lamentável por envolver o prestigioso Jornal do Brasil num episódio que certamente será marcado como mau jornalismo. Lamentável por envolver indevidamente o deputado Miro Teixeira, um dos mais respeitados parlamentares do Congresso Nacional, numa acusação que ele não fez e que é totalmente descabida. Lamentável pelo fato de os repórteres e editores envolvidos terem ignorado, ainda na fase de apuração, as reiteradas advertências do próprio deputado Miro Teixeira a respeito das informações que o apresentavam. E finalmente lamentável por ter feito a República parar por alguns instantes por algo que poderia ser evitado com a simples observância dos padrões a que estamos acostumados no Jornal do Brasil.
O STF o absolveu por unanimidade da acusação de lavagem de dinheiro. Os ministros consideraram que não havia prova de que ele sabia que o dinheiro era ilícito. Professor Luizinho foi acusado de ter recebido R$ 20 mil de Marcos Valério por meio de um assessor. O réu alegou que o dinheiro foi sacado pelo assessor sem o seu conhecimento e repassado ao PT para pagar dívidas da campanha de 2004.